# 박일 (성우)
박일(朴日, 본명: 조복형, 본명 한자: 趙福衡, 1946년 9월 2일 ~ 2019년 7월 31일)은 대한민국의 성우 겸 배우이다.

## 생애
1966년 연극배우로 첫 데뷔하였고 이듬해 1967년 TBC 공채 3기 성우로 정식 데뷔하였다. 이 시기부터 당시 대한민국 프로레슬링의 선두주자 김일(金一)의 이름에서 취음하여 박일(朴日)이라는 이름을 사용하였다. 이후 1970년 MBC 공채 4기 성우로 재데뷔하여 2019년 사망 때까지 문화방송 성우극회 소속 성우 신분을 유지하였다. 1978년 연기자 김윤경과 재혼하였으나 1983년에 이혼하였다. 이혼남 신분으로 슬하에 3남 1녀를 두었다. 성우로서 대표작으로 외화 시리즈 《게리슨 유격대》에 목소리 출연하였다. 성우는 물론이고 연기자, 영화 배우, 방송인, 연극배우, 뮤지컬 배우 등 왕성한 활동을 하였고 《CSI과학수사대》의 길 그리섬 반장(윌리엄 피터슨)과 외화시리즈 《24》 데이비드 파머(데니스 헤이즈버트)를 맡아 출연하였다. 또한 월트 디즈니의 《토이 스토리》와 《토이 스토리2》, 《인크레더블》 등의 영화 더빙에 출연하였다.

## 사망
2019년 7월 31일에 향년 72세 일기로 돌연사하였다는 부고가 올라왔다. 한 동안  1949년생으로 알려져 있었는데 '나는 전설이다'라는 방송에서 실제 생년이 1946년생이라 밝혔다. 문화방송 성우극회 황윤걸 극회장은 사망 4일 전에 고인과 통화한 적이 있었는데 평소 건강하신 편이라 지병이 있었던 것도 아니었고 목소리도 정상적이었는데 평상시 운동을 꾸준히 하셔서 건강을 유지하였던 편이라고 밝혔다. 지인과 가족들과 박일 성우의 매니저에 의하면 취침 중에 돌연 고독사 하였다고 사인을 밝혔다. 사망 10일 전에 뉴스엔과 토이 스토리 4 배역과 관계된 인터뷰를 한 적이 있었는데 결국 고인이 생전에 마지막으로 한 인터뷰가 됐다. 현재 3남 1녀는 미국에서 거주하고 있다고 한다. 생질(외조카)로는 2005년 후배 폭행 사건으로 제명된 문화방송 공채 12기 성우 박조호가 있다.

## 출연작

### TV 외화
- 형사 Q (MBC) - 샘(로버트 이토)
- CSI 과학수사대 (MBC) - 길 그리섬 반장(윌리엄 피터슨) 역
- 24 (MBC) - 데니스 헤이즈버트
- 스몰빌 (MBC) - 존 슈나이더
- 스타 트렉: 더 넥스트 제너레이션 (MBC) - 윌리엄 라이커(조너선 프레이크스)
- 뉴욕경찰 24시 (MBC) - 데이비드 카루소
- 게리슨 유격대 (MBC) - 게리슨 역
- 천사 조나단 (MBC) - 천사 조나단 (마이클 랜던) 역
- 립타이드 (MBC) - 코디(페리 킹)
- 타임 트랙스(SBS) - 대리언 램버트(데일 미드키프)
- 삼국지(MBC) - 유비 역
- 머나먼 정글 (MBC) - 골드먼 중위 (스티븐 카프리)
- 뮤턴트X (MBC 드라마넷) - 브레넌 (빅터 웹스터)
- 아들과 딸들 (MBC) - 토니 역
- 후커와 로마노 (MBC) - 쉐리든 역
- 아빠는 멋쟁이 (MBC) - 아빠 역
- 오토 맨 (MBC) - 오토 맨 역
- 피터 대제 (MBC) - 알렉세이 페트로비치 황태자(보리스 플로트니코프)
- 전쟁과 평화 (MBC) - 아나톨(바실리 라노보이)

### TV 애니메이션
- 도단이 (MBC)
- 디즈니 만화동산 우주용사 버즈 (KBS) - 버즈 라이트이어 역)[4]
- 마징가Z (MBC)
- 부메랑 파이터 (MBC)
- 슈퍼맨 (SBS) - 슈퍼맨 / 클락 켄트 역
- 아기곰 재키 (MBC) - 해설 역
- 요술천사 피치 (MBC) - 테리 / 리모네 역
- 요정 핑크 (MBC)
- 우주보안관 장고 (MBC) - 장고 역
- 우주전사 마르스 (MBC)
- 울트라맨 (MBC)
- 은하수비대 (SBS) - 재커리 역
- 지구로 (MBC)
- 코코빌 (대교방송) - 코코빌
- 태양소년 에스테반 (MBC)
- 테니스의 여왕 (MBC)
- 토미와 오스카 (MBC)
- 미래영웅 아이언리거 (SBS) - 감독 역
- 또또와 유령친구들 (SBS) - 납작이 역
- 슈퍼 차일드 - 카코로스 역
- 비틀쥬스 (MBC) - 비틀쥬스 역
- 말괄량이 뱁스 (MBC) - 버그 역
- 마법사 토토 (MBC)
- 마이티 마우스 (MBC) - 해설 역
- 흙꼭두 장군 (MBC)
- 장독대 (MBC) - 강 포교 역
- 정의의 소년 캐산 (TBC) - 캐산 역
- 서부소년 차돌이 (MBC) - 차돌이 역
- 정상을 향하여 (투니버스) - 차도엽 역
- 행복배달부 팻 아저씨 (EBS) - 팀스 신부 역

### 극장용 애니메이션
- 토이 스토리 (월트 디즈니) - 버즈 라이트이어
  - 토이 스토리 2 (월트 디즈니) - 버즈 라이트이어
  - 토이 스토리 3 (월트 디즈니) - 버즈 라이트이어
  - 토이 스토리 4 (월트 디즈니) - 버즈 라이트이어
- 바람계곡의 나우시카 (MOVIE) - 유파
- 인크레더블 (월트 디즈니) - 밥 파
  - 인크레더블 2 (월트 디즈니) - 밥 파
- 주먹왕 랄프 2: 인터넷 속으로
- 바시르와 왈츠를 (MBC) - 보아즈 역
- 그랜다이저 (VIDEO) - 듀크 프리드 / 우대철 역
- 타이거마스크 2세 (VIDEO) - 안구룡(타이거마스크 2세) 역
- 캡틴 퓨처 (VIDEO) - 캡틴 퓨처 역
- 돌아온 우주보안관 장고 (애니박스) - 장고 역

### 그외 프로그램
- 명곡의 고향 (MBC)
- MBC 베스트셀러극장 - 제188회-얼굴 없는 목소리 (MBC) - 목소리 출연
- 롤러코스터 (tvN)
- 신나는 오후 2시 (SBS)
- 쇼특급 (KBS) - 진행(MC)
- 놀러와 (MBC)
- TV쇼 진품명품 (KBS1)
- 감성매거진 행복한 오후 (KBS2)
- 웰빙 건강테크 (KBS2)
- 사랑의 가족 (KBS2)
- 생방송 오늘 아침 (MBC)
- 좋은 아침 (SBS)
- 대한민국 국민고시 (SBS)
- 1 대 100 (KBS2)
- MBC 스페셜 (MBC)
- 출발! 모닝와이드 (SBS)
- 생방송 투데이 (SBS)
- 김혜자의 희망을 찾아서 (OBS)
- MBC 뉴스데스크 (MBC)
- 무한지대 큐 (KBS)
- 792 운전석 (SBS)
- 스토리 잡스 (TV조선)
- 건강버라이어티 올리브 (OBS)
- 리얼체험 세상을 품다 (KBS1)

### 라디오 드라마 및 기타 라디오 프로그램
- 《사랑이네》 (MBC 라디오)
- 《꽃님이네》 (MBC 라디오)
- 《격동50년》 (MBC 라디오) - 이회창
- 《법창야화》 (MBC 라디오)
- 《평양25시》 (MBC 라디오)
- 《그림자 (대공수사실록)》 (MBC 라디오)
- 《싱글벙글쇼》 (MBC 라디오) - 진행(DJ)
- 《'92 신춘특집 문예 드라마 시리즈》(어느 유목민) (MBC 표준FM)[5]
- 《라디오 북카페 -그리스인 조르바》(SBS 러브FM) - 조르바 역
- 《라디오 북카페 - 오만과 편견》 (SBS 러브FM) - 다아시 역
- 《배한성 배칠수의 고전열전》 (MBC 표준FM) - 유비 역
- 《만화열전 - 공포의 외인구단》 (MBC 표준FM) - 손 감독 역
- 《만화열전 - 열혈강호》 (MBC 표준FM) - 단우헌 / 천운악 역
- 《만화열전 - 레드문》 (MBC 표준FM) - 아길라스 역
- 《성우 빅 쇼》 (SBS 러브FM)

### 영화(배우)
- 1981년 《그들은 태양을 쏘았다》 ... 주연
- 1983년 《바람 바람 바람》 ... 주연
- 1984년 《사랑의 찬가》
- 1985년 《여신의 늪》
- 1986년 《신의 아들》 ... 엄동호 역
- 1990년 《자유여자》

### 영화(성우)
- 나폴레옹 (MBC) - 제1대 웰링턴 공작 아서 웰즐리(크리스토퍼 플러머)
- 나바론의 요새 (MBC) - 멀로리 대령(그레고리 펙)
- 나는 왕이로소이다 (MBC) - 피치(마이클 케인)
- 80일간의 세계일주 (MBC) - 파스파르투(칸틴플라스)
- 성의 (MBC) - 마르셀루스 호민관(리처드 버턴)
- 더티 해리 4 - 서든 임펙트 (MBC) - 해리 캘러핸(클린트 이스트우드)
- 앨리게이터 2 (MBC) - 호지스(조지프 벌로니아)
- 더티 해리 5 - 추적자 (MBC) - 해리 캘러핸(클린트 이스트우드)
- 더블 크라임 (MBC) - 닉(브루스 그린우드)
- 닉 오브 타임 (MBC) - 스미스(크리스토퍼 월켄)
- 햄릿 (MBC) - 햄릿(로런스 올리비에)
- 로마의 휴일 (MBC) - 브래들리(그레고리 펙)
- 사선에서 (MBC) - 프랭크(클린트 이스트우드)
- 제4의 단서 (MBC) - 프레스턴(마이클 케인)
- 대부 (96년 더빙판/MBC) - 비토 콜레오네(말런 브랜도)
- 삼손과 데릴라 (MBC) - 삼손(빅터 머추어)
- 쇼생크 탈출 (SBS) - 앤디 듀프레인(팀 로빈스)
- 블레이드 러너 (MBC) - 릭 데커드(해리슨 포드)
- 블랙 레인 (SBS) - 닉(마이클 더글러스)
- 업 클로즈 앤 퍼스널 (MBC) - 로버트 레드퍼드
- 아웃 오브 아프리카 (MBC) - 데니스(로버트 레드퍼드)
- 히트 (MBC) - 빈센트 해나(알 파치노)
- 애프터 썬셋 (MBC) - 맥스(피어스 브로스넌)
- 종교영화 비주얼 바이블 (기독교텔레비전) - 사도 바울
- 더 캣 (SBS) - 로런스 퀸(앨릭 볼드윈)
- 트윈 이펙트 (SBS) - 프라다(황추생)
- 진주만 (SBS) - 제임스 둘리틀(앨릭 볼드윈)
- 호스티지 (MBC) - 제프 탤리(브루스 윌리스)
- 탱고 (SBS) - 마리오(미겔 앙헬 솔라)
- 용가리 - 켐벨 박사(리처드 B. 리빙스톤)
- 미세스 다웃파이어 (SBS) - 스튜어트 스투 던메이어(피어스 브로스넌)
- 블랙 레인 (SBS) - 닉(마이클 더글라스)
- 쉬핑뉴스 (SBS) - 쿼일(케빈 스페이시)
- 테일러 오브 파나마 (SBS) - 앤디(피어스 브로스넌)
- 디 엣지 (SBS) - 밥(앨릭 볼드윈)
- 위험한 사돈 (SBS) - 스티브(마이클 더글러스)
- 폴리스 아카데미 (MBC) - 토니(린 어벌조노이스)
- 퍼펙트 머더 (SBS) - 스티븐(마이클 더글러스)
- 와일드 와일드 웨스트 (SBS) - 고튼(케빈 클라인)
- 은밀한 유혹 (MBC) - 게이지(로버트 레드퍼드)
- 007 네버 다이 (MBC) - 제임스 본드(피어스 브로스넌)
- D-13 (MBC) - 존 케네디 대통령(브루스 그린우드)
- 탄생 (MBC) - 조지프(대니 휴스턴)
- 굿 나잇 앤 굿 럭 (MBC) - 프레드 프렌들리(조지 클루니)
- 세컨핸드 라이온스 (MBC) - 거스(마이클 케인)
- 스토커 (MBC) - 사이(로빈 윌리엄스)
- 코어 (MBC) - 이번슨(브루스 그린우드)
- 투모로우 (MBC) - 잭 홀 박사(데니스 퀘이드)
- 미션 (MBC) - 멘도사(로버트 드 니로)
- 붉은 수수밭 (MBC) - 조부
- 리틀 킹 (MBC) - 컬랜더(예룬 크라베)
- 더 길티 (MBC) - 크레인(빌 풀먼)
- 화소도 (MBC) - 아궤이(양가휘)
- 토이즈 (MBC) - 레슬리(로빈 윌리엄스)
- 아름다운 비행 (MBC) - 토머스(제프 대니얼스)
- 스타트렉 9: 최후의 반격 (MBC) - 윌리엄 라이커(조너선 프레이크스)
- 버티컬 리미트 (MBC) - 몽고메리 윅(스콧 글렌)
- 로즈 앤 그레고리 (MBC) - 앨릭스(피어스 브로스넌)
- 고스트 앤 다크니스 (MBC) - 레밍턴(마이클 더글러스)
- 아이언 이글 (MBC) - 테드 마스터스(아버지)(팀 토머슨)
- 카오스 팩터 (MBC) - 맥스 캠든(프레드 워드)
- 유주얼 서스펙트 (MBC) - 딘 키튼(개브리얼 번)
- 아이언 마스크 (MBC) - 달타냥(개브리얼 번)
- 어느 멋진 날 (MBC) - 잭 테일러(조지 클루니)
- 007언리미티드 (MBC) - 제임스 본드(피어스 브로스넌)
- 광부의 딸 (MBC) - 두리틀(토미 리 존스)
- 인디펜던스 데이 (MBC) - 대통령(빌 풀먼)
- 위험한 정사 (MBC) - 댄(마이클 더글러스)
- 론머맨 (MBC) - 래리 박사(피어스 브로스넌)
- 피스메이커 (MBC) - 토마스 드보 대령(조지 클루니)
- 폭로 (SBS) - 톰 샌더스(마이클 더글러스)
- 배드 컴퍼니 (SBS) - 넬슨 크로(로런스 피시번)
- 적벽대전 2 (MBC) - 조조(장풍의)
- 마스터 앤드 커맨더 - 위대한 정복자 (MBC) - 잭 오브리 선장(러셀 크로)
- 리크루트 (MBC) - 월터 버크(알 파치노)
- 사랑의 용기 (SBS) - 리랜드(마이클 더글러스)
- 훌라 걸스 (MBC) - 요시모토 노리오(기시베 잇토쿠)
- 고스포드 파크 (MBC)
- 12명의 성난 사람들 (MBC) - 4번 배심원(E.G. 마셜)
- 나쁜 녀석들 (MBC) - 푸셰(체키 카리오)
- 어퓨굿맨 (MBC) - 제셉 대령(잭 니컬슨)
- 플레드 (MBC)
- 뱀파이어 해결사 (MBC) - 로토스(루트거 하우어)
- 갱스 오브 뉴욕 (MBC)
- 킴 베신저의 쿨 월드 (SBS) - 잭 딥스(가브리엘 번)
- 바비 (MBC) - 바비
- 젊은이의 양지 (MBC) - 조지 이스트먼(몽고메리 클리프트)
- 주홍글씨 (MBC) - 딤스데일(게리 올드먼)
- 플레이어 (MBC) - 그리핀 밀(팀 로빈스)
- LA 스토리 (SBS) - 해리스(스티브 마틴)
- 종착역 (MBC) - 죠반니(몽고메리 클리프트)
- 장 폴 벨몽도의 밤의 추적자 (SBS) - 르텔리에(장 폴 벨몽도)
- 에일리언 2 (SBS) - 버크(폴 레이저)
- 칼리토 (MBC) - 칼리토(알 파치노)
- 라스트 런 (MBC) - 배너(아르망 아상트)
- 다크 시티 (MBC) - 슈레버 박사(키퍼 서덜랜드)
- 007 골든아이 (MBC) - 제임스 본드(피어스 브로스넌)
- 솔로몬의 딸 (MBC) - 베티 남편(알프레드 몰리나)
- 스타 트렉 6 (MBC) - 커크 선장(윌리엄 샤트너)
  - 스타 트렉 7 (MBC) - 커크 선장(윌리엄 샤트너)
- 우주소년 제논 (EBS) - 해먼드 장군(존 게츠)
- 앤트맨 - 행크 핌(마이클 더글러스)
- 카르멘 존스 (MBC)
- 총잡이 링고 (MBC) - 링고(줄리아노 젬마)
- 돌아온 링고 (MBC) - 링고(줄리아노 젬마)
- 은빛 안장 (MBC) - 로이(줄리아노 젬마)
- 나는 결백하다 (MBC) - 존 로비(캐리 그랜트)
- 더 맨 (MBC) - 켄(말론 브란도)
- 레비아탄 (MBC) - 베크(피터 윌러)
- 소돔과 고모라 (MBC) - 롯(스튜어트 그레인저)
- 최후의 총잡이 (MBC)
- 절망속에 핀 사랑 (MBC) - 쿠퍼(팀 홀더먼)
- 사랑이 머무는 곳에 (MBC) - 닉 (로비 벤슨)
- 클레오파트라 (MBC) - 마르쿠스 안토니우스(리처드 버턴)
- 윈체스터 73 (MBC) - 린(제임스 스튜어트)
- 플래시드 (MBC) - 잭 웰슨(빌 풀만)
- 혹성탈출 (MBC) - 조지 테일러(찰턴 헤스턴)

### 특촬물
- 파워레인저 고버스터즈(챔프) - 케인 역

### 연극
- 《피가로의 결혼》 ... 알마비바 백작 역
- 《라만차의 기사 돈키호테》 ... 돈키호테 역
- 《안네의 일기》 ... 페터 역

### 뮤지컬
- 《피가로의 결혼》 ... 알마비바 백작 역
- 《사운드 오브 뮤직》 ... 폰 트라프 대령 역

### 게임
- 갓 오브 워3 - 제우스
- 스타크래프트 II: 자유의 날개 - 도니 버밀리온
- 헤일로 - 후드 제독
- 용기전승 2 - 가디스 즈벤트 & 이그니스(드래곤모드)

### TV 드라마(배우)
- 《하숙생 일기》 (MBC)
- 《제1공화국》 (MBC) ... 박인수 역
- 《조선왕조 오백년 - 설중매》 (MBC) ... 권람 역
- 《MBC 베스트셀러극장 - 제63회-왕과 피라미》 (MBC)
- 《MBC 베스트셀러극장 - 제95회-흐르는 섬》 (MBC)
- 《MBC 베스트셀러극장 - 제248회-안개의 깃발》 (MBC)
- 《애정의 조건》 (KBS)
- 《함 사세요》 (KBS)
- 《TV 문학관 - 제277회-프랑소와즈 김》 (KBS)
- 《거리의 악사》 (MBC) ... 이훈규 역
- 《육남매》 (MBC) ... 박준규 역
- 《푸른거탑》 (tvN)
- 《황금거탑》 (tvN)
- 《라이프 온 마스》 (OCN)

### 시트콤
- 《김가이가》 (MBC)
- 《남자 셋 여자 셋》 (MBC)

### 라디오 특집 프로그램
- 2014년 EBS 《EBS 책 읽는 라디오 낭독 시리즈》

### TV 광고
- 티브로드 - 모델로 출연
- 원샷018 (한솔PCS)
- 캠브리지 멤버스
- 현대 아반떼 (현대자동차)
- 아반떼XD (현대자동차)
- 현대카드
- 기아 크레도스 II (기아자동차)
- 프로바이오 GG (매일유업)
- 파리지엔 오리구이
- 닭살커플요금 (KTF)
- 한우스테이크버거 (롯데리아)
- 서울우유
- 츄파츕스 크레모사 (농심)

## 시상 및 수상경력
- 1973년 MBC 개인연기상
- 1975년 MBC 라디오연기대상
- 1976년 MBC 외화더빙상
- 1977년 MBC 해바라기 가족연기상
- 1978년 MBC 라디오 주연연기상
- 1980년 MBC 방송연기대상
- 1981년 MBC 남자주연상
- 1982년 MBC 외화더빙주연상
- 1992년 제1회 한국 방송연기대상 외화더빙부문
- 1994년 SBS 제1회 외화더빙스타상
- 1996년 K-TV 한국영상대상
- 1999년 9월 10일 미국 월트디즈니 감사패 (제목:《토이 스토리》, 《토이 스토리2》, 《버즈라이트이어》)
- 2000년 6월 10일 한국성우협회 공로패 30년
- 2000년 9월 4일 제27회 한국방송대상 성우상
- 2001년 12월 30일 MBC 30년 공로패
- 2001년 12월 30일 경인방송 남자성우연기대상
- 2004년 21세기 한국인상 수상
- 2004년 7월 23일 제1회 한국연예봉사상
- 2004년 9월 18일 스포츠 코리아 제2회 한중일 문화예술대상
- 2005년 2월 15일 아시아 태평양 문화예술대상

## 같이 보기
- 문화방송 성우극회